# Internationale Mediastichting voor Vrouwen
De Internationale Mediastichting voor Vrouwen (International Women's Media Foundation, IWMF) is een internationale, niet-gouvernementele non-profitorganisatie van vrouwelijke journalisten.
IWMF is opgericht in 1990 en heeft als hoofdvestiging Washington D.C. De organisatie bestaat uit een netwerk van duizenden journalisten wereldwijd met als doel de status van vrouwen in de journalistiek te vergroten.
De organisatie ontwikkelde meerdere programma's om praktische oplossingen te vinden voor obstakels die vrouwen in hun journalistieke carrière tegenkomen. Hoogtepunten van de IWMF zijn de uitreiking van de Courage in Journalism Award, Lifetime Achievement Award, het Leadership Institute en de Reporting on Agriculture and Women Project. Ook ondersteunt de organisatie internationale persvrijheid en organiseert het petities die ze overheden aanbieden om te pleiten voor de vrijlating van journalisten in gevangenschap of de bescherming van journalisten die zich in gevaar bevinden.

## Winnaars van de Courage in Journalism Award
- 1998 Chris Anyanwu
- 2005 Anja Niedringhaus
- 2006 Gao Yu
- 2006 May Chidiac
- 2010 Claudia Duque, Woeser
- 2018 Zehra Doğan, Meridith Kohut, Rosario Mosso Castro, Nima Elbagir
- 2022 Lynsey Addario, Victoria Roshchyna, Cerise Castle[1]

## Winnaar van de Wallis Annenberg Justice for Women Journalists Award
- 2022 Sophia Huang Xueqin[1]